# Чорна (гміна, Ланьцутський повіт)
Гміна Чорна (пол. Gmina Czarna) — сільська гміна у східній Польщі. Належить до Ланьцутського повіту Підкарпатського воєводства.
Станом на 31 грудня 2011 у гміні проживало 11177 осіб.

## Територія
Згідно з даними за 2007 рік площа гміни становила 78.11 км², у тому числі:
- орні землі: 56.00%
- ліси: 36.00%

Таким чином, площа гміни становить 17.28% площі повіту.

## Населення
Станом на 31 грудня 2011:
| Опис     | Загалом | Загалом | Чоловіки | Чоловіки | Жінки | Жінки |
| -------- | ------- | ------- | -------- | -------- | ----- | ----- |
| одиниця  | осіб    | %       | осіб     | %        | осіб  | %     |
| все      | 11177   | 100     | 5406     | 48.37    | 5771  | 51.63 |
| міське   | 0       | 100     | 0        |          | 0     |       |
| сільське | 11177   | 100     | 5406     | 48.37    | 5771  | 51.63 |

## Солтиства
Чорна, Кшемєніца, Домбрувкі, Мединя Ґлоґовска, Мединя Ланьцуцка, Подвіздув, Воля Мала, Залєсє

## Історія
1 серпня 1934 р. було створено об'єднану сільську гміну Чорна у Ланьцутському повіті Львівського воєводства. До неї увійшли сільські громади: Чорна, Домбрувкі, Мединя Ґлоґовска, Мединя Ланьцуцка, Подвіздув, Венґліска, Воля Мала, Воля Вєлька, Залєсє.

## Сусідні гміни
Гміна Чорна межує з такими гмінами: Білобжеґі, Жолиня, Красне, Ланьцут, Ланьцут, Ракшава, Соколів-Малопольський, Тшебовнісько.